# 住宅情報館
住宅情報館（じゅうたくじょうほうかん）は、
1. 神奈川県、東京都、埼玉県、千葉県、栃木県、静岡県、愛知県、岐阜県、大阪府の1都1府7県に展開する住宅情報センターの名称。
2. 住宅情報館株式会社は、日本の神奈川県相模原市中央区に本社を置く建設業・分譲住宅販売業・不動産仲介業を営む企業。飯田グループホールディングス傘下である一建設の子会社。

なお、愛媛県松山市に本社を置いていたタカラレーベン（初代、現・MIRARTHホールディングス）傘下の「株式会社住宅情報館」（後のタカラレーベン西日本、現・タカラレーベン（2代））とは無関係である。

## 沿革
- 1993年
  - 10月 - 城南建設株式会社設立
  - 12月 - 宅地建物取引業免許取得
- 1994年1月 - 座間市さがみ野に店舗開設、営業開始
- 1995年
  - 5月 - 城南建設株式会社の資本金を4,300万円に増資
  - 8月 - 一般建設業許可取得
- 1998年
  - 10月 - 相模原市相模原に本社機能移転
  - 12月 - 城南住宅販売株式会社設立
- 1999年
  - 2月 - 一級建築士事務所登録
  - 6月 - 株式会社城南ホーム設立
  - 12月 - 城南建設の資本金を7,000万円に増資
- 2000年
  - 1月 - 城南建設の本社を相模原市相模大野に移転登記
  - 6月 - 特定建設業許可取得
  - 12月 - 城南建設の資本金を1億円に増資
- 2001年
  - 9月 - 神奈川県知事免許を国土交通大臣免許に変更
  - 10月 - 城南住宅販売を吸収合併
- 2002年10月 - 城南住宅販売神奈川株式会社設立、城南ホームを城南コミュニティー株式会社に商号変更
- 2003年
  - 3月 - 城南建設本社社屋竣工、相模原市富士見に本社移転登記
  - 4月 - 城南住宅販売東京株式会社および城南住宅販売埼玉株式会社設立
  - 5月 - 城南エージェンシー株式会社設立
  - 9月 - 城南土木株式会社設立
  - 10月 - 城南設計株式会社および城南住宅販売千葉株式会社設立
- 2004年
  - 4月 - 城南住宅販売神奈川の資本金を8,000万円に増資、城南住宅販売東京の資本金を8,000万円に増資、城南住宅販売埼玉の資本金を8,000万円に増資
  - 9月 - 城南エージェンシーを吸収合併
  - 10月 - 城南住宅販売千葉の資本金を8,000万円に増資
- 2005年
  - 5月 - 城南コミュニティーを城南フィナンシャルサービス株式会社に商号変更
  - 7月 - 城南フィナンシャルサービスを大和市大和東に移転、城南住宅販売神奈川の本店を相模原市富士見に移転
  - 8月 - 城南土木、城南設計を吸収合併
- 2007年9月 - 城南住宅販売神奈川、城南住宅販売東京、城南住宅販売埼玉および城南住宅販売千葉を吸収合併
- 2010年2月 - 城南フィナンシャルサービスを相模原市富士見に移転
- 2012年2月 - 一建設の連結子会社となる
- 2013年3月 - 東北事業部開設
- 2014年
  - 5月 - 「住宅情報館」商標登録取得
  - 7月 - 城南フィナンシャルサービスを住宅情報館フィナンシャルサービス株式会社に商号変更
- 2015年
  - 4月 - 城南建設が住宅情報館株式会社に商号変更、東海事業部開設
- 2017年1月 - 北関東事業部開設
- 2019年
  - 5月 - 神奈川事業部・東京事業部を東日本第1事業部へ、埼玉事業部・千葉事業部を東日本第2事業部へ、北関東事業部・東北事業部を東日本第3事業部へ、東海事業部を西日本第1事業部に組織変更
  - 9月 - 賃貸仲介事業開設
- 2020年3月 - 西日本第2事業部（大阪府）開設
- 2024年7月 - 店舗統合により宮城県、福島県、茨城県、群馬県、奈良県での営業を終了

## 注文建築
ひとクラス上のクオリティと、感性に訴求するデザインを兼ね備えた注文住宅。自由設計で自分らしさを実現できる「QUAD（クアッド）」シリーズや上級仕様の「檜物語（ひのきものがたり）」、屋上ライフが楽しめる「SORA TERRACE（ソラテラス）」などお客様の要望に合わせた多種多様な住宅を供給している。いずれの注文建築も「住宅性能評価書」を取得、住宅設備の整ったショールームで打合せを行ない、要望を反映させたオーダーメイド住宅を提供している。

## 免許・許可
- 宅地建物取引業免許・国土交通大臣（5）第6183号
- 一般建設業・国土交通大臣許可（般-4）第22227号
- 住宅情報館株式会社神奈川二級建築士事務所・神奈川県知事第11043号
- 住宅情報館株式会社東京一級建築士事務所・東京都知事第53854号
- 住宅情報館株式会社埼玉建築設計事務所・埼玉県知事（3）第10957号
- 住宅情報館株式会社宮城建築設計事務所・宮城県知事第20410193号
- 住宅情報館株式会社特販二級建築士事務所・神奈川県知事第10827号
- 住宅情報館株式会社一級建築士事務所・神奈川県知事第16824号
- 住宅情報館株式会社北関東二級建築士事務所・東京都知事第15657号
- 住宅情報館株式会社東海二級建築士事務所・静岡県知事（1）第8616号

## かつて存在した城南建設グループ企業
- 城南住宅販売株式会社
- 城南エージェンシー株式会社
- 城南土木株式会社
- 城南設計株式会社
- 城南住宅販売神奈川株式会社
- 城南住宅販売東京株式会社
- 城南住宅販売埼玉株式会社
- 城南住宅販売千葉株式会社

全社、城南建設（現・住宅情報館）に吸収合併され、消滅している。

## 住宅情報館の店舗
住宅情報館　店舗一覧を参照

### 住宅情報館の店舗例
- 上尾店
- 城南建設時代の住宅情報館（上尾店）

## メディア

### 提供番組
- ヒューマングルメンタリー オモウマい店（中京テレビ制作・日本テレビ系列）全国ネット
- 芸能人が本気で考えた!ドッキリGP（フジテレビ系列）全国ネット
- フジテレビフロー（フジテレビ）関東ローカル
- FMヨコハマ時報CM(全日・全時間帯)

など

### CM出演者
現在
- 橋本環奈（2013年12月 - ）
- lol（2016年12月 - ）
- ガチャピン (2023年11月 -)
- ムック (同)

過去
- 谷口紗耶香（2000年1月 - ）
- ウッチャンナンチャン（2001年2月 - ）
- 村田雄浩（2003年6月 - ）
- 島崎和歌子（2005年2月 - 、単独出演の他、中畑→香田と共演のバージョンも有り）
- JDS舞魂神童子
- 中畑清（2006年3月 - 、単独出演の他、島崎と共演のバージョンも有り）
- 香田晋（2009年8月 - 、島崎と共演）
- はんにゃ（2009年12月 - ）
- くりぃむしちゅー（2012年4月 - ）
- 蛭子能収（2013年12月 - 、くりぃむしちゅー、Rev. from DVLと共演）
- Rev. from DVL（2014年4月 - ）
- 武井藍（2015年4月 - 、くりぃむしちゅー、橋本、石川と共演）
- 石川理咲子（2015年4月 - 、くりぃむしちゅー、橋本、武井と共演）
- Every Little Thing（2015年12月 - 、FMヨコハマの時報CMも担当）
- 竹内力（2016年8月 - 、りゅうちぇると共演）
- りゅうちぇる（2016年8月 - 、竹内と共演）
- 松田聖子（2017年12月 - 2018年5月）
- 和楽器バンド（2017年12月 - 、くりぃむしちゅー、橋本と共演）
- 今田美桜（2018年12月 - ）
- 横山だいすけ（2019年8月 - ）
- DJ KOO（2019年8月 - ）
- ミルクボーイ（2020年5月 - 10月）
- 四千頭身（2020年11月 - ）
- 村方乃々佳（2021年12月 - 2023年9月）

### マスコットキャラクター
現在
- しーるくん
- みーるちゃん
- えーるちゃん

過去
- ビバ夫
- ビバ美